# Prodysderina
Prodysderina is een geslacht van spinnen uit de  familie van de Oonopidae (dwergcelspinnen).

## Soorten
- Prodysderina armata (Simon, 1891)
- Prodysderina spinigera (Simon, 1891)